# A Canção de Bernadette
The Song of Bernadette (bra/prt: A Canção de Bernadette)) é um filme norte-americano de 1943, do gênero drama biográfico, dirigido por Henry King para a Twentieth Century-Fox, baseado no romance homônimo de Franz Werfel.

## Sinopse
Em 1858, na França, a camponesa Bernadette Soubirous tem visões da Virgem Maria em Lourdes — local de peregrinação católica até hoje. Baseado no romance de Franz Werfel, "A Canção de Bernadette" é uma simpática e venerável história que conta a vida de Santa Bernadete Soubirous.

## Elenco
- Jennifer Jones — Bernadette
- Linda Darnell — Virgem Maria
- William Eythe — Antoine Nicolau
- Charles Bickford — Pe. Peyramale
- Vincent Price — Promotor Vital Dutour
- Lee J. Cobb — Dr. Dozous
- Gladys Cooper — Irmã Maria Teresa Vauzous
- Anne Revere — Louise Soubirous
- Roman Bohnen — François Soubirous
- Mary Anderson — Abadessa Joana
- Patricia Morison — Imperatriz Eugênia
- Aubrey Mather — Prefeito Lacade
- Charles Dingle — Jacomet
- Edith Barrett — Croisine Bouhouhorts
- Sig Ruman — Louis Bouriette
- Blanche Yurka — Tia Bernarde Casterot
- Ermadean Walters — Marie Soubirous
- Marcel Dalio — Callet
- Pedro de Cordoba — Dr. LeCramps
- Jerome Cowan — Imperador Luís Napoleão
- Alan Napier - Dr. Debeau

## Prêmios e indicações
Oscar (1944)
Vencedor nas categorias
-Melhor atriz (Jennifer Jones)
-Melhor direção de arte
-Melhor fotografia em preto-e-branco (Arthur C. Miller)
-Melhor trilha sonora (Alfred Newman)
Indicado nas categorias
-Melhor edição
-Melhor filme
-Melhor som
-Melhor ator coadjuvante (Charles Bickford)
-Melhor atriz coadjuvante (Gladys Cooper e Anne Revere)
-Melhor diretor (Henry King)
-Melhor roteiro (George Seaton)
Globo de Ouro (1944)
Vencedor nas categorias:
-Melhor diretor
-Melhor filme dramático
-Melhor atriz em filme dramático (Jennifer Jones)